# کودک افسون
کودک افسون (به انگلیسی: Voodoo Chile) ترانه‌ای از گروه جیمی هندریکس اکسپرینس است که توسط جیمی هندریکس نوشته شده و در سومین آلبوم استودیویی این گروه به نام بانوکده الکتریکی قرار دارد که در سال ۱۹۶۸ منتشر شد. این ترانه از نظر مدت زمان، طولانی‌ترین اثر جیمی هندریکس است و موسیقی‌دانان دیگری هم در آن مشارکت داشته‌اند. ترانه کودک افسون بر اساس ترانه‌های قدیمی بلوز نوشته شده است و ترانه دیگری از همین آلبوم به نام کودک افسون (بازگشت خفیف) هم بر مبنای همین ترانه نوشته شده است که ترانه بازگشت خفیف، از جمله شناخته‌شده‌ترین آثار هندریکس است.